# Clive Egleton
Clive Egleton, né le 25 novembre 1927 à South Harrow, dans l’ancien comté du Middlesex, et décédé au cours de l’année 2006, est un romancier britannique de roman d’espionnage et de roman policier.

## Biographie
Il suit les cours de la Haberdashers' Aske's Boys' School (en). A dix-sept ans, il s’engage dans l’armée et sert aux Indes, à Hong Kong et au Japon. À la fin de la Seconde Guerre mondiale, il reste dans l’armée et participe à diverses opérations qui l’amène notamment à exercer à Chypre pendant les violences inter-ethniques, au Kenya, en Ouganda et dans le golfe Persique.
Comme écrivain, il débute en 1970 avec l’écriture d’une série de trois romans d’espionnage consacrés à Garnett, un citoyen britannique habitant une Angleterre occupé par les soviétiques. Son quatrième livre intitulé Seven Days to a Killing est adapté au cinéma par Don Siegel sous le titre Contre une poignée de diamants (The Black Windmill) en 1974 et lui assure alors une petite notoriété. Il quitte l’armée en 1975 et se consacre à temps plein à l’écriture.
Son roman Backfire est traduit à la Série noire en 1980 sous le titre Le Téléphone Sibérien. Il narre les aventures du capitaine Magrane qui, pendant la Guerre froide, est persuadé d’être retenu prisonnier par les Russes en Sibérie. En réalité, victime d’une expérience malheureuse de la part de ses supérieurs qui lui a fait perdre la raison, il se trouve au repos forcé en Écosse. Quand Magrane s'échappe, tout dérape.
En un peu plus de vingt-cinq années de carrière littéraire, il signe près d’une cinquantaine de titres. Il utilise également deux pseudonymes au cours de sa carrière : John Tarrant, reprise du nom de l’un des personnages récurrent de The Black Windmill sous lequel il publie trois récits d'espionnage, et Patrick Blake, sous lequel il novélise notamment le film Bons baisers d'Athènes de George Cosmatos.

## Œuvre

### Romans

#### SérieDavid Garnett
- A Piece of Resistance (1970)
- Last Post for a Partisan (1971)
- The Judas Mandate ou The Last Refuge (1972)

#### SérieCharles Winter
- The Winter Touch ou The Eisenhower Deception (1981)
- The Russian Enigma (1982)

#### SériePeter Ashton
- Hostile Intent (1993)
- A Killing in Moscow (1994)
- Death Throes (1994)
- A Lethal Involvement (1995)
- Warning Shot (1996)
- Blood Money (1997)
- Dead Reckoning ou The Warmongers (1999)
- The Honey Trap (2000)
- One Man Running (2001)
- Cry Havoc (2002)
- Assassination Day (2004)
- The Renegades (2004)

#### Autres romans
- Seven Days to a Killing ou The Black Windmill (1973) Publié en français sous le titre Sept jours pour un meurtre, traduction de Michel Deutsch, Paris, Hachette, coll. Thrillers, 1974
- The October Plot ou The Bormann Brief (1974)
- Skirmish (1975)
- State Visit (1976)
- The Mills Bomb (1978)
- Backfire (1979) Publié en français sous le titre Le Téléphone sibérien, traduction de Jane Fillon, Paris, Gallimard, Série noire no 1808, 1980
- A Falcon for the Hawks (1982)
- A Conflict of Interests (1983)
- Troika (1984)
- A Different Drummer (1985)
- Picture of the Year (1987)
- Gone Missing ou Missing from the Record (1988)
- Death of a Sahib (1989)
- In the Red (1990)
- Last Act (1991)
- A Double Deception (1992)
- Never Surrender (2004)
- A Dying Fall (2004)
- The Sleeper (2005)
- The Loner (2006)
- The Presidential Affair (2006)

#### Sous le pseudonyme de John Tarrant
- The Rommel Plot (1978)
- The Clauberg Trigger ou The Alsos Mission (1979)
- China Gold ou Operation Sovereign (1982)

#### Sous le pseudonyme de Patrick Blake
- Escape to Athena (1979)
- Double Griffin ou The Skorzeny Project (1981)

## Adaptation

### Au cinéma
- 1974 : Contre une poignée de diamants (The Black Windmill), film américain réalisé par Don Siegel, d’après le roman éponyme, avec Michael Caine et Donald Pleasence.

## Sources
- Les Auteurs de la Série Noire, 1945-1995, collection Temps noir, Joseph K., 1996, (avec Claude Mesplède), p. 155-156.
- Claude Mesplède et Jean-Jacques Schleret, SN Voyage au bout de la Noire, Paris, Futuropolis, 1982, p. 120-121.